# Miriam Toews
Miriam Toews, född 21 maj 1964 i Steinbach, Kanada är en kanadensisk författare, och journalist, bosatt i Toronto
. Toews växte upp i mennonitrörelsen Kleine Gemeinde i Manitoba. Toews har studerat film vid University of Manitoba och journalistik vid University of King's College, Hallifax.